# Plusiodonta gueneei
Plusiodonta gueneei är en fjärilsart som beskrevs av Pierre E.L. Viette 1968. Plusiodonta gueneei ingår i släktet Plusiodonta och familjen nattflyn. Inga underarter finns listade i Catalogue of Life.